# آرای نتورکس
آرای نتورکس (انگلیسی: Array Networks) شرکت سخت‌افزار آمریکایی است، که در سال ۲۰۰۰ تأسیس شد.